# Gnoll

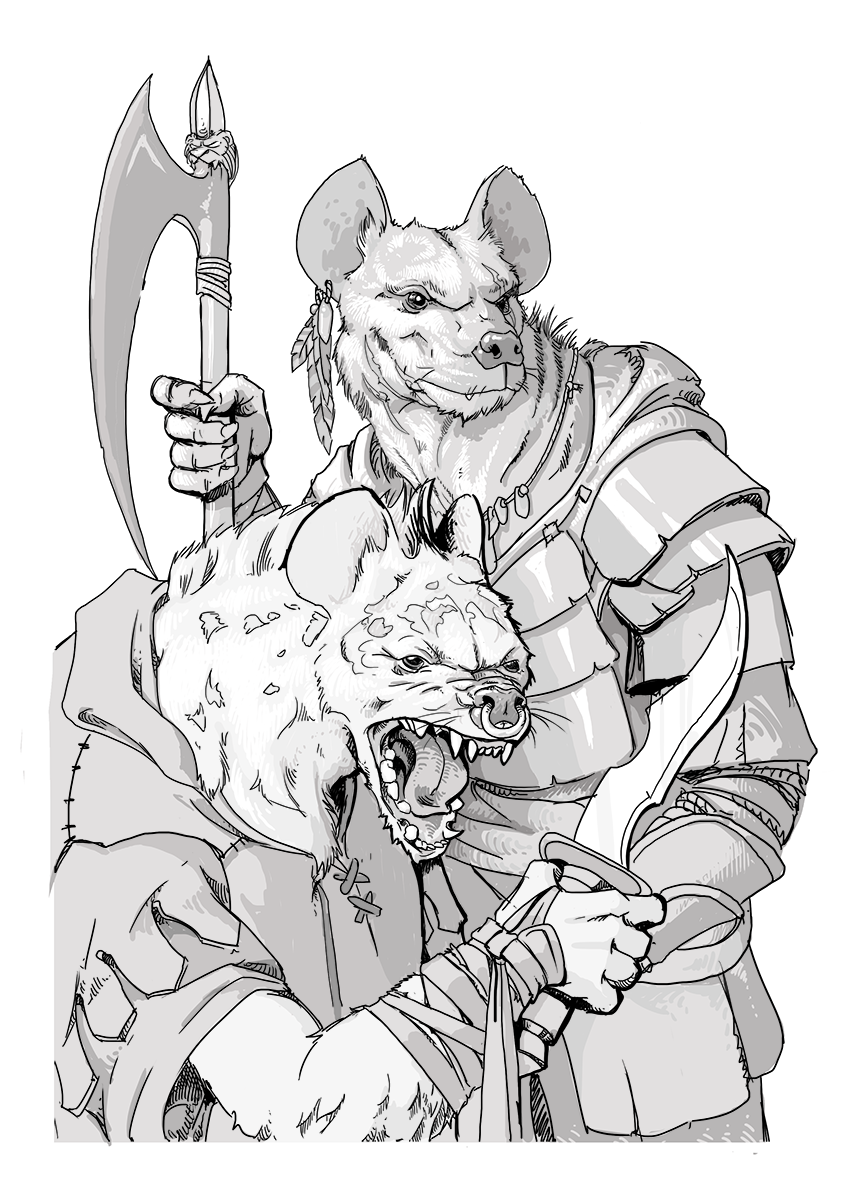
Illustrazione di due gnoll simili a quelli di Dungeons & Dragons

Gli gnoll sono una razza di creature presente nel gioco di ruolo Dungeons & Dragons e in altre ambientazioni fantasy; sono generalmente rappresentati come iene umanoidi, dall'indole violenta e malvagia.

## Creazione e sviluppo

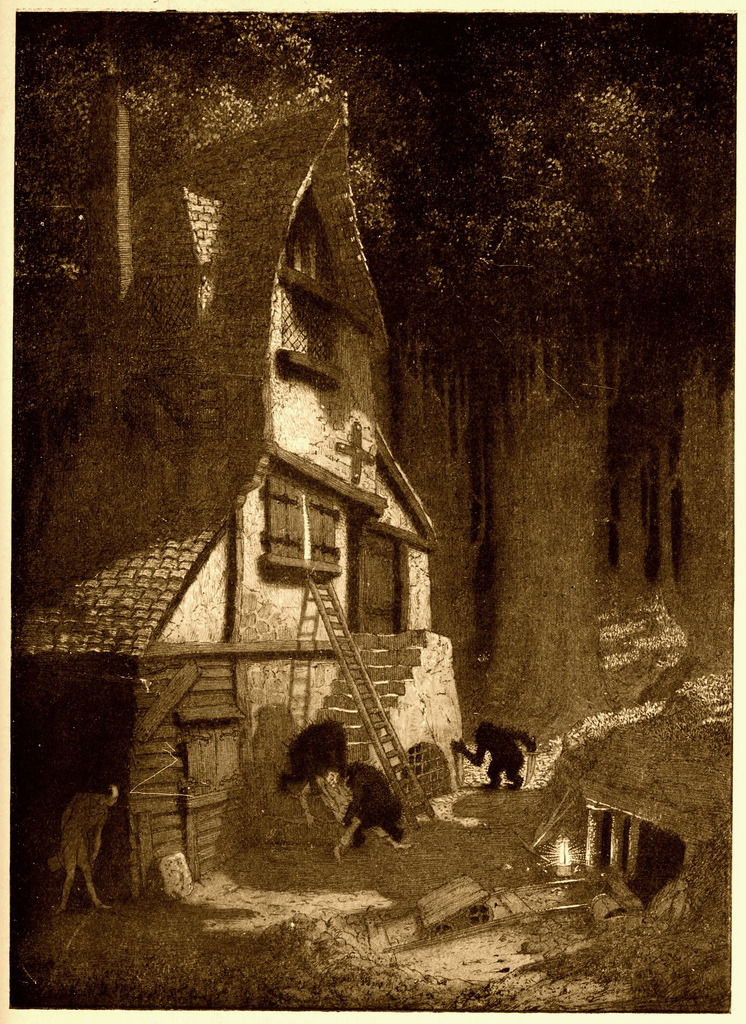
Illustrazione della casa degli Gnoles di Sidney Sime, per Il libro delle meraviglie di Lord Dunsany

La prima occorrenza di creature con questo nome è in How Nuth Would have Practiced His Art Upon the Gnoles, una storia contenuta ne Il libro delle meraviglie, una raccolta di Lord Dunsany del 1912; in essa due ladri di nome Tonker e Nuth tentano di intrufolarsi nella casa degli "Gnoles" per derubarli, ma il primo dei due viene scoperto, catturato e probabilmente ucciso e divorato, anche se il testo termina con un cliffhanger. Il racconto traccia sommariamente il carattere degli Gnoles, creature che vivono in una strana casa alta nel bosco, si nascondono negli alberi cavi per spiare i passanti e raccolgono enormi smeraldi da usare come decorazioni; Dunsany non ne descrive l'aspetto, ma in un'illustrazione realizzata da Sidney Sime per il racconto essi appaiono come creature umanoidi scure e pelose. 
Non si sa da dove l'autore abbia tratto il nome "Gnoles". In A Brief History of Gnolls, Paul Haynie ipotizza che Dunsany, appassionato sportivo, possa essersi ispirato allo Gnoll, il campo del Neath Rugby Football Club, squadra che aveva vinto il campionato gallese l'anno precedente; il campo prende il nome dalla Gnoll House (una tenuta demolita nel 1957), il cui nome pare derivi da knoll, "collina" in inglese. L'ipotesi comunque è priva di prove concrete, e Dunsany potrebbe semplicemente essersi inventato il nome di sana pianta.
Nel 1951 viene pubblicata la storia The Man Who Sold Rope to the Gnoles, scritta da Margaret St. Clair con lo pseudonimo di Idris Seabright, pensata come sequel di quella di Dunsany: in essa un uomo di nome Mortensen cerca di vendere corde agli Gnoles ma, come Tonker prima di lui, anch'egli finisce mangiato. Nell'opera di St. Clair gli Gnoles mantengono le stesse caratteristiche del racconto originale, ma l'autrice fornisce anche la descrizione chiara di uno di essi, che "assomiglia a un topinambur", è dotato di tentacoli, bocca zannuta e lingua lunga, è privo di orecchie e non è in grado di parlare.
L'ingresso nel mondo dei giochi di ruolo, finalmente con il nome di "gnoll", avviene grazie a Gary Gygax, che li cita in un racconto intitolato The Gnome Cache (poi serializzato nella rivista Dragon Magazine), e nel 1974 li inserisce nella prima versione del gioco di ruolo Dungeons & Dragons, pubblicata assieme a Dave Arneson: in questo manuale vengono descritti come "un ibrido tra un troll e uno gnomo", ma per il resto "simili a un hobgoblin", e si afferma esplicitamente la loro provenienza dall'opera di lord Dunsany. Gygax affermò in seguito di essersi invece ispirato al racconto di Margaret St. Clair, e non a quello di Dunsany che non aveva mai letto, trasformando la creatura in un incrocio tra troll e gnomo, e di non sapere chi fosse stato a menzionare Dunsany nel testo del manuale: ad ogni modo quella citazione, in cui si ammetteva di aver tratto gli gnoll da un'altra fonte, impedì ai creatori di D&D di reclamare il copyright su di essi, facendoli ricadere nel pubblico dominio. 
Nel 1977 esce l'Advanced D&D Monster Manual, sempre a firma di Gary Gygax, con illustrazioni di David Sutherland; è in quest'opera che gli gnoll assumono finalmente l'aspetto di iene umanoidi. Alcuni dei loro tratti tipici vengono introdotti in manuali successivi: l'antropofagia appare nel Monstrous Compendium del 1989 (anche se già nel 1977 venivano equiparati ai ghoul, che sono antropofagi), mentre l'impostazione matriarcale della loro società, seppur pensata da Gygax già in origine, viene esplicitata solo nella quarta edizione del Monster Manual di D&D 3.5 del 2006, e la leggenda relativa a Yeenoghu è dal numero 367 di Dragon Magazine, del 2008. 
Da Dungeons & Dragons gli gnoll si sono diffusi in molte altre ambientazioni: come iene umanoidi sono presenti ad esempio in Warcraft, Everquest e Kingdom Rush, mentre con un aspetto totalmente diverso appaiono nei romanzi del Mondo Disco di Terry Pratchett.

## Descrizione

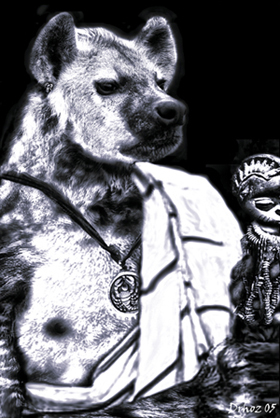
Fan art di uno gnoll

In Forgotten Realms, una delle principali ambientazioni per Dungeons & Dragons, queste creature nacquero quando il signore dei demoni Yeenoghu raggiunse il piano materiale e si lanciò in una carneficina; alcune iene che seguivano il suo percorso per nutrirsi dei cadaveri vennero trasformate nei primi gnoll, seguendo Yeenoghu fino a che non venne ricacciato nell'Abisso, e poi moltiplicandosi e diffondendosi in tutto il mondo. Gli gnoll vengono descritti come una delle poche specie dalla natura completamente e intrinsecamente malvagia, sempre in preda a un'irrefrenabile sete di sangue che, quando non può essere riversata sui nemici, li porta a lottare tra loro; essi scelgono bersagli facili e quando attaccano uccidono e distruggono tutto, cibandosi poi dei corpi delle vittime. Sono nomadi e tengono in alta considerazione i legami di parentela. Mediamente sono alti 2,2 metri per 130-140 kg di peso; pur non essendo particolarmente intelligenti, possono comunicare tra loro e pianificare strategie d'attacco.
In Pathfinder gli gnoll mantengono l'affinità con le iene, che frequentemente tengono come animali domestici e con le quali cui condividono l'habitat (preferendo quindi gli ambienti aridi) e il comportamento (sono spazzini o ladri di prede altrui, pur essendo buoni cacciatori); tutte le altre creature vengono schiavizzate (specie nelle tribù più civilizzate) o divorate, e gli gnoll non disdegnano neanche la carne dei loro stessi defunti. Sono notturni, alti tra 1,80 e 2,10 metri (con i maschi in genere un po' più bassi), raggiungono l'età adulta a 15 anni e mediamente vivono fino ai 60, arrivando al massimo fino al secolo; le tribù sono a base matriarcale e la divinità più venerata è Lamashtu. In alcune regioni dell'ambientazione, come le Distese Mwangi, gli gnoll (che lì si danno il nome di "kholo") hanno una civiltà più complessa, comunque violenta ma incardinata sul pragmatismo; in essa sono diffusi il culto degli antenati, la venerazione di Calistria o Shelyn (anziché Lamashtu) e la pratica di cibarsi dei propri defunti come segno di rispetto e apprezzamento nei loro confronti, un onore talvolta esteso ai nemici ritenuti più degni. 
Anche in Warcraft gli gnoll sono umanoidi con tratti da iena, e abitano in gran parte del pianeta di Azeroth; sono violenti e bellicosi e le loro tribù sono frequentemente in preda a lotte intestine. Poco intelligenti, sono però lottatori formidabili e vengono talvolta impiegati come mercenari, ma devono essere tenuti sotto costante supervisione.